# Ar-Rahmanijja (Al-Minja)
Ar-Rahmanijja – miejscowość w Egipcie, w muhafazie Al-Minja. W 2006 roku liczyła 10 609 mieszkańców.